# Khâu phẫu thuật
Khâu phẫu thuật là một thiết bị y tế được sử dụng để giữ các mô cơ thể lại với nhau sau khi bị thương hoặc phẫu thuật. Ứng dụng nói chung bao gồm việc sử dụng một cây kim đi kèm với chiều dài sợi chỉ. Một số hình dạng khác nhau, kích thước và vật liệu chỉ đã được phát triển trong hàng ngàn năm lịch sử của nó. Bác sĩ, nha sĩ, bác sĩ trị mụn, bác sĩ mắt, y tá và các nhân viên dược sĩ và chuyên khoa lâm sàng khác thường tham gia vào việc khâu vết thương. Nút phẫu thuật được sử dụng để giữ các chỗ khâu.

## Kim khâu
Kim mắt hoặc kim có thể sử dụng lại được là kim có lỗ gọi là mắt được cung cấp riêng biệt với chỉ khâu của chúng. Để khâu phải xỏ chỉ tại chỗ, như đã làm khi khâu ở nhà. Ưu điểm của việc này là bất kỳ kết hợp sợi chỉ và kim nào cũng có thể phù hợp với công việc đang diễn ra. Kim atraumatic bao gồm kim mắt đóng gói sẵn gắn kèm với chiều dài cụ thể của chỉ khâu. Ưu điểm chính của việc này là bác sĩ hoặc y tá không phải mất thời gian luồn chỉ buộc trên kim, có thể rất khó khăn cho mũi kim khâu và các mũi khâu. Ngoài ra, đầu khâu của mũi kim hẹp hơn thân kim, loại bỏ sự kéo lê từ vị trí gắn chỉ. Trong kim mắt, sợi chỉ nhô ra từ thân kim ở cả hai bên và đó là nguyên nhân kéo lê hàng đầu. Khi đi qua các mô lỏng lẻo, sự kết hợp kim mắt và khâu có thể gây tổn thương cho mô nhiều hơn kim atraumatic.
Có một số hình dạng của kim phẫu thuật. Bao gồm:
- Thẳng
- 1/4 đường tròn
- 3/8 đường tròn
- 1/2 đường tròn. Các dạng phụ của hình dạng kim này bao gồm từ lớn đến nhỏ: CT, CT-1, CT-2 và CT-3.
- 5/8 đường tròn
- Đường cong phức hợp
- Một nửa cong (còn gọi là trượt tuyết)
- Một nửa cong ở hai đầu của một đoạn thẳng (hay còn gọi là ca nô)

Thiết kế dạng kim trượt tuyết và kim ca nô cho phép kim cong đủ độ thẳng có thể được sử dụng trực tiếp trong phẫu thuật nội soi, nơi dụng cụ được chèn vào khoang bụng thông qua các ống thông hẹp.
Kim cũng có thể được phân loại theo hình học điểm của chúng; những ví dụ bao gồm:
- Taper (thân kim tròn và ngắn gọn đến một điểm)
- Cắt (thân kim có hình tam giác và có cạnh cắt sắc hơn trên đường cong bên trong)
- Đảo ngược cắt (cạnh cắt bên ngoài)
- Trocar point hoặc tapercut (thân kim tròn và thon, nhưng kết thúc bằng điểm cắt hình tam giác nhỏ)
- Các điểm cùn để khâu các mô lỏng lẻo
- Mặt cắt hoặc điểm cắt (bằng phẳng trên và dưới với một cạnh cắt dọc theo phía trước sang một bên) cho phẫu thuật mắt

Cuối cùng, kim atraumatic có thể được nới lỏng vĩnh viễn để khâu.

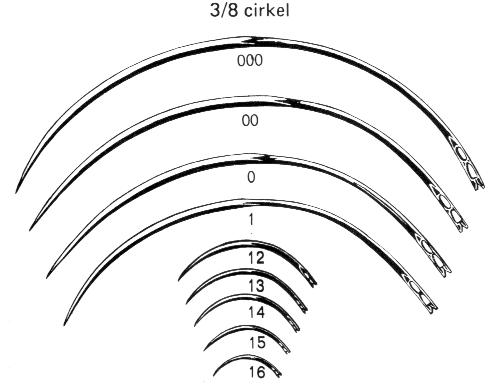
Kim phẫu thuật dạng 3/8 đường tròn có các kích cỡ khác nhau.
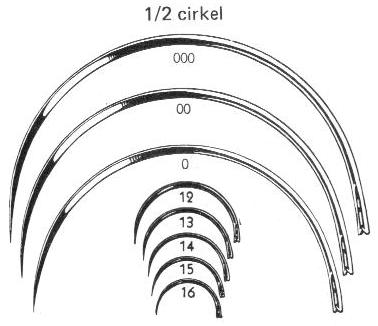
Kim phẫu thuật hình bán nguyệt có các kích cỡ khác nhau.

## Chỉ khâu

### Vật liệu
Chỉ khâu được làm từ nhiều vật liệu. Chỉ khâu ban đầu được làm từ vật liệu sinh học, chẳng hạn như chỉ khâu catgut và lụa. Hầu hết các chỉ khâu hiện đại đều là chất tổng hợp, bao gồm axit polyglycolic, axit polylactic, monocryl và polydioxanone cũng như các chất chống thấm không ni lông, polyester, polyvinyliden fluorit và polypropylen. Cục quản lý Thực phẩm và Dược phẩm Hoa Kỳ đã chấp thuận chỉ khâu bao phủ triclosan vào năm 2002, chúng đã được chứng minh là làm giảm nguy cơ nhiễm trùng vết thương. Chỉ khâu có kích thước rất cụ thể và có thể được hấp thụ (phân huỷ sinh học tự nhiên trong cơ thể) hoặc không hấp thụ. Chỉ khâu phải đủ khỏe để giữ mô an toàn nhưng đủ linh hoạt để thắt nút. Chúng phải ít gây dị ứng và tránh "hiệu tượng mao dẫn" có thể cho phép chất lỏng và do đó nhiễm trùng xâm nhập vào cơ thể dọc theo đường khâu.